# ادوارد پاکنهام
ادوارد پاکنهام (انگلیسی: Edward Pakenham; ۱۹ مارس ۱۷۷۸ – ۸ ژانویهٔ ۱۸۱۵) نظامی و سیاست‌مدار اهل پادشاهی متحد بریتانیای کبیر و ایرلند بود. وی همچنین برندهٔ جوایزی همچون نشان حمام شده‌است.